# Pachyschelus luctosus
Pachyschelus luctosus es una especie de escarabajo joya del género Pachyschelus, familia Buprestidae. Fue descrita científicamente por Lucas en 1859.